# Windischgarstner Becken
Koordinaten: 47° 42′ 50″ N, 14° 18′ 10″ O

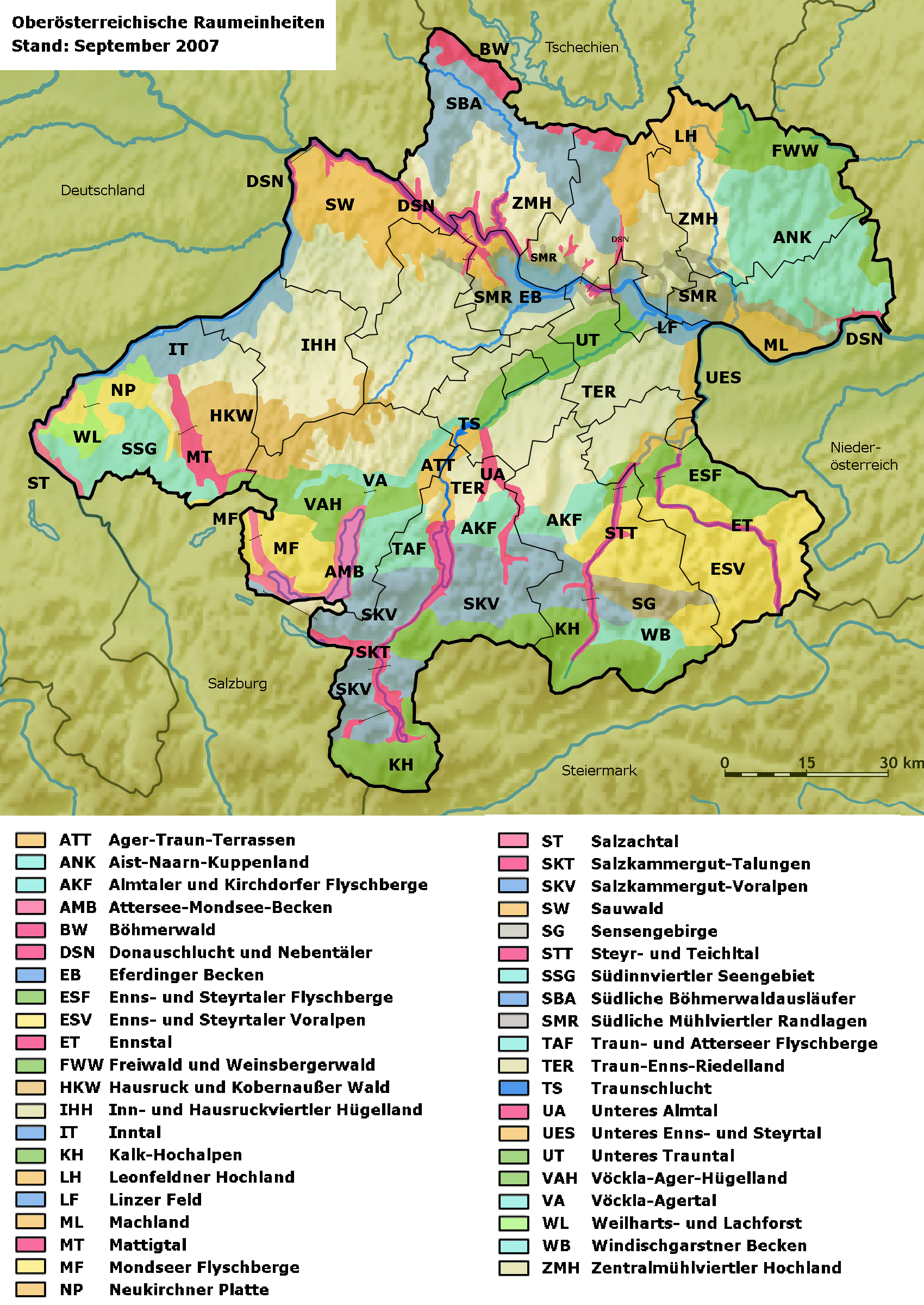
Alle OÖ Raumeinheiten

Das Windischgarstner Becken ist eine von 41 Oberösterreichischen Raumeinheiten und liegt im Gebiet der nördlichen Kalkalpen.

## Lage
Die Raumeinheit liegt zur Gänze im Süden des Bezirks Kirchdorf.
Die Fläche der Raumeinheit beträgt rund 80 km². Das Becken ist rund 19 km lang und maximal 8 km breit. Die minimale Breite beträgt 2 km. Der tiefste Bereich liegt bei rund 570 m ü. A. bei der Mündung der Pießling. Die höchste Erhebung des Gebiets sind die Hangbereiche der umgebenden Berge mit rund 1000 m ü. A.
Folgende Gemeindegebiete liegen größtenteils im Windischgarstner Becken (beginnend im Norden): Edlbach, Roßleithen,
Windischgarsten und Spital am Pyhrn.
Die Raumeinheit ist von folgenden OÖ Raumeinheiten umgeben (Im Uhrzeigersinn, beginnend im Nordwesten): Kalk-Hochalpen, Steyr- und Teichltal, Salzkammergut-Voralpen, Sengsengebirge und Enns- und Steyrtaler Voralpen. Die Raumeinheit Steyr- und Teichltal teilt diese Raumeinheit in die zwei Teilbereiche.

## Charakteristik

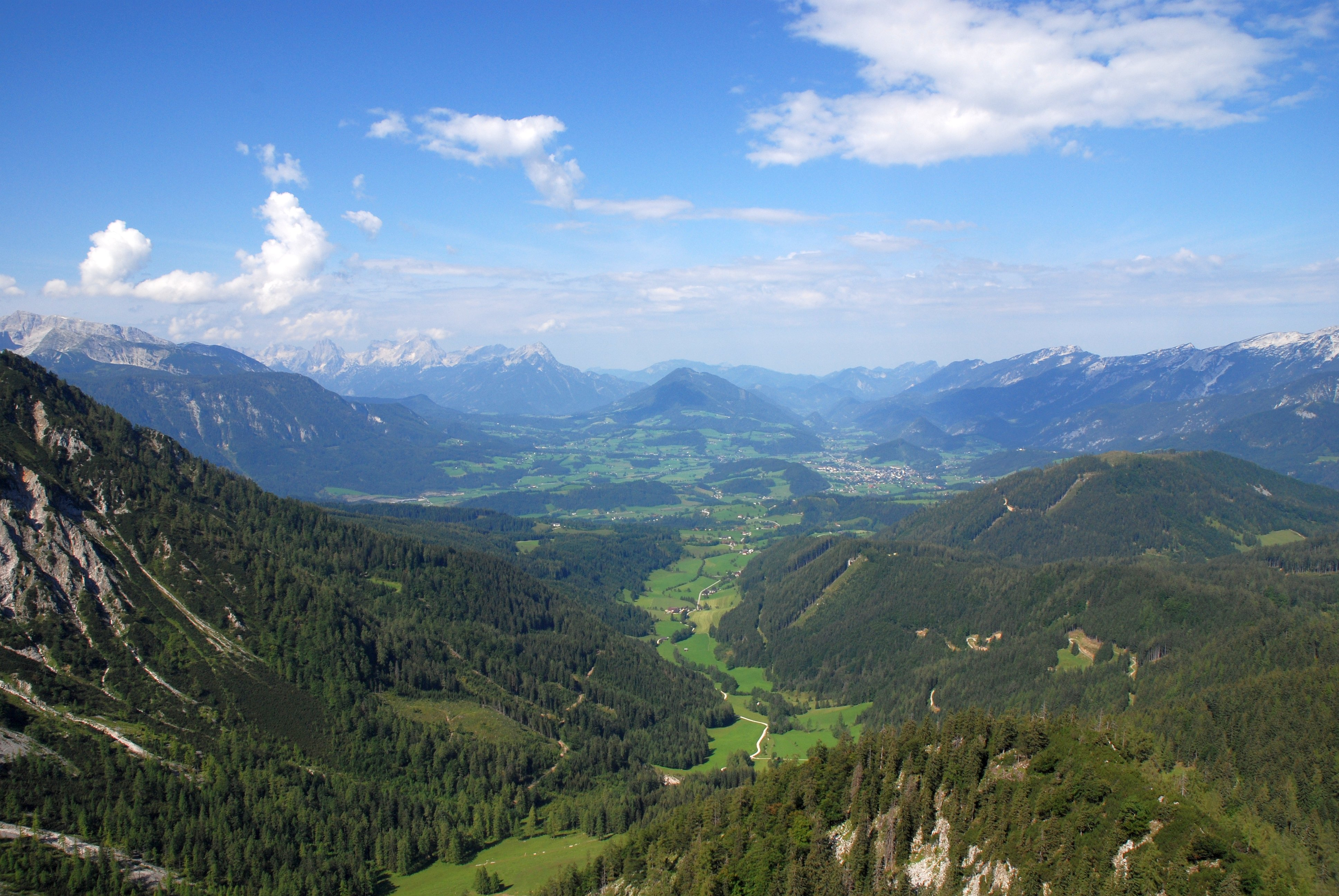
Beckenlandschaft

- Eine Beckenlandschaft um Windischgarsten, die ist umrahmt von den Gebirgsstöcken des Toten Gebirges, Haller Mauern und Sengsengebirges.
- Es gibt einige herausragende Hügel wie Schweizersberg, Radingstein, Gunst.
- Es existieren viele naturnahe Bäche in Gräben der Hügelzonen, die von Galeriewäldern gesäumt sind. Auch viele Moore sind in der Raumeinheit zu finden (Gleinkersee).
- Der Waldanteil im Windischgarstner Becken ist etwa 20 %. Vor allem die Hügel sind naturnah bewaldet. Vorherrschend sind Fichten-Tannen-Buchen-Mischwälder mit Eiben.
- Landwirtschaftliche Nutzung in Beckenlagen mit Grünlandwirtschaft mit häufiger Extensivnutzung. Es gibt noch wenige Obstbaumwiesen und eine Staudenriedl-Landschaft am Schweizersberg.
- Die Ortschaften befinden sich meist in der Becken- und Tallage und sind überwiegend bäuerliche Streusiedlungen. Durch den Tourismus gibt es viele Hotels und Zweitwohnsitze.
- Tourismus findet insbesondere im Winter statt, zwei Schigebiete haben hier ihre Talstationen (Höß und Wurzeralm).
- Wichtige Verkehrsachsen (Pyhrn Autobahn (A 9) und Pyhrnbahn) durchschneiden das Tal. Durch Lärm erfolgt eine landschaftliche und tierökologische Beeinträchtigung des Lebensraumes.